# Манастир Светих апостола Петра и Павла у Милевцима
Манастир Милевци је смештен у селу Милевци, код општини Босилеграда. Манастир je Српске православне цркве и припада епархији врањској.

## Историја
У селу Милевци, општина Босилеград, налази се манастир Светих апостола Петра и Павла за који је предвиђена потпуна обнова у сарадњи Епархије Врањске и локалне самоуправе на челу са председником општине Босилеград, господином Владимиром Захаријевим. Манастир је из XVIII века.